# Giro dei Paesi Bassi 1988
Il Giro dei Paesi Bassi 1988, ventottesima edizione della corsa, si svolse dal 15 al 20 agosto 1988 su un percorso di 866 km ripartiti in 6 tappe e un cronoprologo, con partenza da Groninga e arrivo a Gulpen. Fu vinto dal francese Thierry Marie della squadra Système U davanti agli olandesi Erik Breukink e Peter Stevenhaagen.

## Tappe
| Tappa  | Data      | Percorso                                 | km   | Vincitore di tappa | Leader cl. generale |
| ------ | --------- | ---------------------------------------- | ---- | ------------------ | ------------------- |
| Prol.  | 15 agosto | Groninga > Groninga (cron. individuale)  | 4,6  | Jelle Nijdam       | Jelle Nijdam        |
| 1ª     | 16 agosto | Groninga > Almelo                        | 206  | Wim Arras          | John Talen          |
| 2ª     | 17 agosto | Almelo > Huizen                          | 193  | Wim Arras          | John Talen          |
| 3ª     | 18 agosto | Huizen > Nieuwegein                      | 146  | Wiebren Veenstra   | John Talen          |
| 4ª     | 19 agosto | Nieuwegein > Ubbergen                    | 109  | Mathieu Hermans    | John Talen          |
| 5ª     | 19 agosto | Groesbeek > Ubbergen (cron. individuale) | 16,7 | Jelle Nijdam       | Jelle Nijdam        |
| 6ª     | 20 agosto | Sittard-Geleen > Gulpen                  | 191  | Marc Sergeant      | Thierry Marie       |
| Totale | Totale    | Totale                                   | 866  |                    |                     |

## Dettagli delle tappe

### Prologo
- 15 agosto: Groninga > Groninga (cron. individuale) – 4,6 km

| Pos. | Corridore     | Squadra     | Tempo |
| ---- | ------------- | ----------- | ----- |
| 1    | Jelle Nijdam  | Superconfex | 5'24" |
| 2    | Thierry Marie | Système U   | a 2"  |
| 3    | Erik Breukink | Panasonic   | a 3"  |

| Pos. | Corridore    | Squadra     | Tempo |
| ---- | ------------ | ----------- | ----- |
| 1    | Jelle Nijdam | Superconfex |       |

### 1ª tappa
- 16 agosto: Groninga > Almelo – 206 km

| Pos. | Corridore        | Squadra | Tempo    |
| ---- | ---------------- | ------- | -------- |
| 1    | Wim Arras        | Lotto   | 5h11'26" |
| 2    | Peter Pieters    | TVM     | s.t.     |
| 3    | Wiebren Veenstra | Hitachi | s.t.     |

| Pos. | Corridore  | Squadra   | Tempo |
| ---- | ---------- | --------- | ----- |
| 1    | John Talen | Panasonic |       |

### 2ª tappa
- 17 agosto: Almelo > Huizen – 193 km

| Pos. | Corridore       | Squadra    | Tempo    |
| ---- | --------------- | ---------- | -------- |
| 1    | Wim Arras       | Lotto      | 4h45'10" |
| 2    | Mathieu Hermans | Caja Rural | s.t.     |
| 3    | Peter Pieters   | TVM        | s.t.     |

| Pos. | Corridore  | Squadra   | Tempo |
| ---- | ---------- | --------- | ----- |
| 1    | John Talen | Panasonic |       |

### 3ª tappa
- 18 agosto: Huizen > Nieuwegein – 146 km

| Pos. | Corridore        | Squadra    | Tempo    |
| ---- | ---------------- | ---------- | -------- |
| 1    | Wiebren Veenstra | Hitachi    | 3h24'32" |
| 2    | Paolo Rosola     | Gewiss     | s.t.     |
| 3    | Soren Lilholt    | Sigma-Fina | s.t.     |

| Pos. | Corridore  | Squadra   | Tempo |
| ---- | ---------- | --------- | ----- |
| 1    | John Talen | Panasonic |       |

### 4ª tappa
- 19 agosto: Nieuwegein > Ubbergen – 109 km

| Pos. | Corridore       | Squadra    | Tempo    |
| ---- | --------------- | ---------- | -------- |
| 1    | Mathieu Hermans | Caja Rural | 2h22'23" |
| 2    | Paolo Rosola    | Gewiss     | s.t.     |
| 3    | Marc Sergeant   | Hitachi    | s.t.     |

| Pos. | Corridore  | Squadra   | Tempo |
| ---- | ---------- | --------- | ----- |
| 1    | John Talen | Panasonic |       |

### 5ª tappa
- 19 agosto: Groesbeek > Ubbergen (cron. individuale) – 16,7 km

| Pos. | Corridore     | Squadra     | Tempo  |
| ---- | ------------- | ----------- | ------ |
| 1    | Jelle Nijdam  | Superconfex | 21'01" |
| 2    | Thierry Marie | Système U   | a 11"  |
| 3    | Gert Jakobs   | Superconfex | a 16"  |

| Pos. | Corridore    | Squadra     | Tempo |
| ---- | ------------ | ----------- | ----- |
| 1    | Jelle Nijdam | Superconfex |       |

### 6ª tappa
- 20 agosto: Sittard-Geleen > Gulpen – 191 km

| Pos. | Corridore           | Squadra   | Tempo    |
| ---- | ------------------- | --------- | -------- |
| 1    | Marc Sergeant       | Hitachi   | 4h48'44" |
| 2    | John Talen          | Panasonic | a 6"     |
| 3    | Christophe Lavainne | Système U | s.t.     |

| Pos. | Corridore          | Squadra   | Tempo     |
| ---- | ------------------ | --------- | --------- |
| 1    | Thierry Marie      | Système U | 20h58'48" |
| 2    | Erik Breukink      | Panasonic | a 16"     |
| 3    | Peter Stevenhaagen | PDM       | a 26"     |

## Classifiche finali

### Classifica generale
| Pos. | Corridore           | Squadra                     | Tempo     |
| ---- | ------------------- | --------------------------- | --------- |
| 1    | Thierry Marie       | Système U                   | 20h58'48" |
| 2    | Erik Breukink       | Panasonic-Isostar           | a 16"     |
| 3    | Peter Stevenhaagen  | PDM-Ultima-Concorde         | a 26"     |
| 4    | Christophe Lavainne | Système U                   | a 52"     |
| 5    | Charly Mottet       | Système U                   | a 56"     |
| 6    | John Talen          | Panasonic-Isostar           | a 57"     |
| 7    | Marc Sergeant       | Hitachi-Bosal-B.C.E.Snooker | a 1'26"   |
| 8    | Jelle Nijdam        | Superconfex-Yoko            | a 2'52"   |
| 9    | Laurent Fignon      | Système U                   | a 2'59"   |
| 10   | Henk Lubberding     | Panasonic-Isostar           | a 3'10"   |